# Esfera (novela)
Esfera es una novela de ciencia ficción escrita por Michael Crichton, cuyo argumento explora la naturaleza de la imaginación humana. Publicada en 1987, fue adaptada al cine en 1998 en la película del mismo nombre.

## Trama
En las profundidades del Océano Pacífico, trescientos metros debajo de la superficie del mar, yace una gigantesca astronave. Cuatro científicos, un astrofísico, un biólogo, un matemático y un psicólogo, forman parte del equipo que es enviado a dicho lugar para investigar el extraño descubrimiento. Al parecer, la nave está desierta; sin embargo, intentan descubrir de dónde y cómo llegó a ese lugar, y qué es esa impenetrable esfera plateada, gigante y perfecta, que se encuentra en su interior.
Los científicos comienzan a recibir extraños mensajes, cada vez más hostiles, pero difíciles de descifrar. En la medida en que el tiempo pasa, los cuatro personajes vivirán en carne propia sus peores pesadillas, a través de distintos juegos mentales.